# روباس
روباس (به لاتین: Rubas) یک منطقهٔ مسکونی در روسیه است که در داغستان واقع شده‌است.